# Gualfardo di Verona
Gualfardo di Verona (Augusta, 1070 circa – Verona, 30 aprile 1127) è stato un monaco cristiano tedesco, che condusse una vita da eremita presso Verona; è venerato come santo dalla Chiesa cattolica.

## Biografia
Di origine sveva e di mestiere sellaio, nel 1096 iniziò con un gruppo di altre persone un pellegrinaggio. Giunto a Verona, si fermò e lavorò per un periodo come semplice operaio, pur essendo maestro della sua arte.
Sentendo la chiamata di Dio, si ritirò a vivere come eremita in un luogo nascosto lungo l'Adige e visse così isolato per oltre vent'anni. Fu scoperto da alcuni barcaioli che navigavano sul fiume, che lo portarono a forza in Verona presso la chiesa di S. Pietro. Dopo un certo tempo, passò alla chiesa della Santa Trinità e successivamente fu accolto dai monaci camaldolesi di San Salvatore di Corteregia in Verona, con i quali rimase gli ultimi dieci anni della sua vita, vivendo però in una cella separata dal convento, nell'aperta campagna. In ogni caso molti cittadini di Verona giungevano al suo eremo, sia per il fervore che metteva nelle sacre conversazioni sia per i miracoli che compiva.
Morì a Verona il 30 aprile 1127 e fu sepolto nella chiesa di San Fermo Maggiore.

## Culto
Una agiografia fu composta, secondo i bollandisti, probabilmente verso la fine del XII secolo, dopo pochi decenni dalla morte. A partire dagli inizi del Cinquecento fu venerato a Verona come il santo patrono della corporazione dei sellai.